# Comité d'action civil de Pretoria
Le Comité d'action civil de Pretoria (Pretoria Civil Action Committee - PCAC) a été formé en 2003 pour défendre le nom de Pretoria, en Afrique du Sud, contre tout changement de nom de la ville imposé par la municipalité de Tshwane. 
C'est avec succès qu'ils lancent en juillet-août 2003 la campagne « Pretoria is Pretoria » contre le projet du maire ANC de débaptiser la ville et qui doit suspendre sa décision.
Deux ans plus tard, le 7 mars 2005, le maire de Tshwane fait cependant voter par sa majorité municipale le changement toponymique dans un contexte houleux où l'opposition unanime dénonce les procédures irrégulières et anti-démocratiques utilisées par le maire qui refuse toute consultation de la population, majoritairement blanche de Pretoria.
Le 8 mars 2005, le Comité d'action civil de Pretoria reprend du service. Il regroupe dans un premier temps la chambre de commerce et de l'industrie du Gauteng dont 99 % des membres rejettent le changement de nom, un syndicat afrikaner (Solidariteit) et la fédération culturelle afrikaans (Federasie van Afrikaanse Kultuurvereniginge - FAK). Ils annoncent la mise en place d'une campagne visant à organiser le boycottage du paiement des impôts locaux pour ne pas financer une décision qu'ils jugent illégitime, illégale et d'un cout prohibitif. 
Ils demandent que Pretoria reste une entité à part entière de la municipalité de Tswhane afin de concilier l'histoire blanche et l'histoire noire du pays et le respect des engagements passés par l'ANC de ne jamais débaptiser la ville.
Le 5 mai 2005, le Comité d'action civil de Pretoria obtient sa première victoire administrative concrète en faisant annuler pour publicité mensongère toute la campagne publicitaire de la municipalité axée sur le slogan « City of Tshwane, Africa's leading capital city ». Le Comité demande alors aux responsables municipaux le remboursement des 24 millions de rands (4 millions d'euros) dépensées inutilement pour cette campagne, déclarée illégale alors que la municipalité réserve sa réponse. 
En novembre 2005, la décision d'annulation est confirmée en appel par la Advertising Standards Authority (ASA). Selon elle, le nom de Tshwane se réfère seulement à la municipalité. Aucune ne portant ce nom, la publicité axée sur le slogan « City of Tshwane, Africa's leading capital city » est qualifiée de nouveau de mensongère. 
En décembre 2005, la municipalité de Tshwane déclare ne pas reconnaitre la compétence de l'Advertising Standards Authority et refuse de se conformer à la décision prise.  
L'action du PCAC s'est depuis lors diluée dans celle de Afriforum, devenu le principal organisme privé de défense de la culture afrikaner.